# Paso San Antonio
Paso San Antonio är en ort i Mexiko.   Den ligger i kommunen Santo Domingo de Morelos och delstaten Oaxaca, i den sydöstra delen av landet, 500 km sydost om huvudstaden Mexico City. Paso San Antonio ligger 229 meter över havet och antalet invånare är 317.
Terrängen runt Paso San Antonio är huvudsakligen kuperad, men åt sydväst är den platt. Runt Paso San Antonio är det ganska glesbefolkat, med 45 invånare per kvadratkilometer. Närmaste större samhälle är El Camalote, 4,7 km nordost om Paso San Antonio. Omgivningarna runt Paso San Antonio är en mosaik av jordbruksmark och naturlig växtlighet.